# UFC on Fox: Evans vs. Davis
UFC on Fox: Evans vs. Davis (también conocido como UFC on Fox 2) fue un evento de artes marciales mixtas celebrado por Ultimate Fighting Championship el 28 de enero de 2012 en el United Center, en Chicago, Illinois.

## Historia
Fue el primer evento que será transmitido por Fox como parte de un acuerdo de siete años entre la UFC y la red, y la segunda al aire en vivo por Fox después de la inauguración del UFC on Fox: Velasquez vs. dos Santos.
Una pelea entre Demetrious Johnson y Eddie Wineland fue originalmente programada para este evento. Sin embargo, Johnson fue retirado del combate para ser un participante en el torneo de peso mosca de la UFC que comenzará en marzo. Wineland se esperaba entonces enfrentar a Johnny Bedford en este evento. Sin embargo, Wineland así mismo fue obligado a salir de la pelea por una lesión y fue sustituido por el recién llegado a la promoción Mitch Gagnon. Entonces, justo unos días antes del evento, la pelea fue cancelada debido a un problema de visa presunto a Gagnon.
Paul Sass se espera hacer frente a Evan Dunham, pero fue forzado a dejar la pelea por una lesión y fue reemplazado por Nik Lentz.
Cody McKenzie se espera hacer frente a Michael Johnson en el evento, pero fue forzado a dejar la pelea por una lesión y fue reemplazado por Shane Roller.
Mark Muñoz se espera hacer frente a Chael Sonnen en un combate al contendiente No.1 para una oportunidad por el título de peso medio, pero fue obligado a salir de la pelea por una lesión, y fue reemplazado por Michael Bisping, quien se retiró de una pelea programada con Demian Maia. Chris Weidman intervendría en 11 días de antelación para hacer frente a Maia como reemplazo de Bisping.
El combate preliminar entre Chris Camozzi y Dustin Jacoby no fue transmitido en la televisión o Facebook, convirtiéndose en el primer combate en una tarjeta de UFC para transmitirse en vivo desde el evento UFC Fight Night: Nogueira vs. Davis en marzo de 2011.
El evento promedio 4,7 millones de espectadores, con un pico de calificaciones de 6 millones de espectadores para el evento principal.

## Premios extra
Cada peleador recibió un bono de $65,000.
- Pelea de la Noche: Evan Dunham vs. Nik Lentz
- KO de la Noche: Lavar Johnson
- Sumisión de la Noche: Charles Oliveira